# حسام عبدالمنعم
حسام عبدالمنعم (عربی: حسام عبد المنعم؛ زادهٔ ۱۲ فوریهٔ ۱۹۷۵) یک بازیکن فوتبال اهل مصر است.

## باشگاهی
از باشگاه‌هایی که در آن بازی کرده‌است می‌توان به باشگاه ورزشی زمالک، باشگاه فوتبال المصری و باشگاه فوتبال الاتحاد اشاره کرد.

## تیم ملی
وی همچنین در تیم ملی فوتبال مصر بازی کرده است.